# Magistralinis kelias A8
Die Magistralinis kelias A8 (lit. für ,Hauptstraße A8') ist eine Fernstraße in Litauen. Sie führt von der Magistralinis kelias A1 nördlich von Kaunas bis nach Panevėžys. Die Strecke zieht sich durch zwei Bezirke. Die A5 ist Teil der Europastraße 67, der sogenannten Via Baltica.

## Verlauf

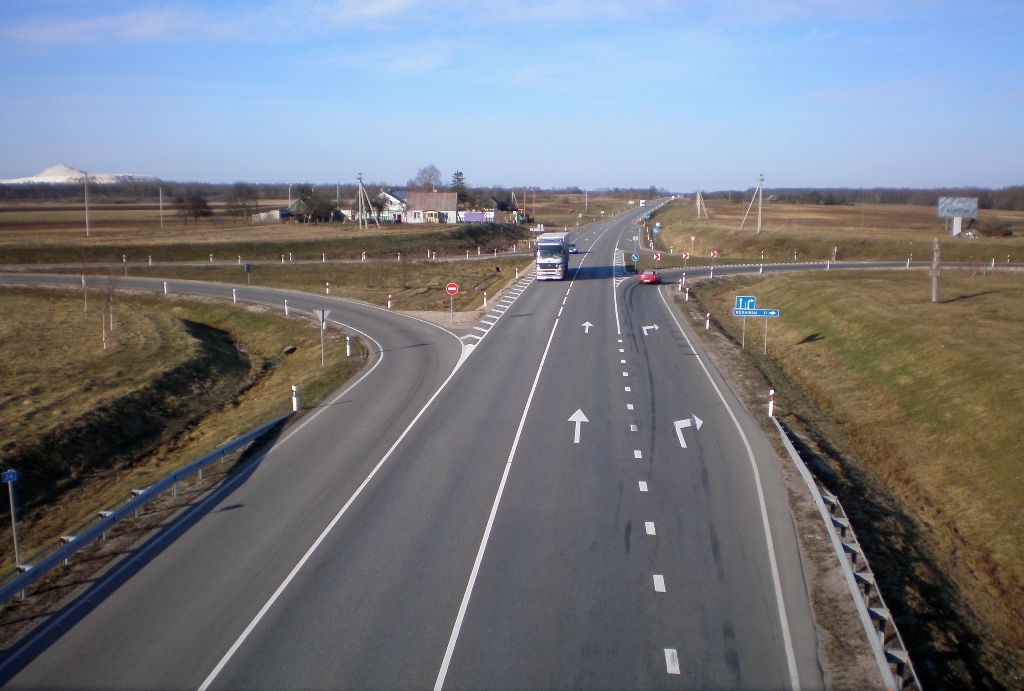
Die Via Baltica bei Nociūnai (2007)

Die Straße beginnt an dem beim Zusammentreffen mit der Fernstraße Magistralinis kelias A2 und der die Stadt Panevėžys westlich umgehenden Fernstraße Magistralinis kelias A17 gebildeten Kleeblatt. Sie verläuft als Teil der E67 über Ramygala nach Süden und Südsüdwesten, bis sie bei Sitkūnai auf die Fernstraße Magistralinis kelias A1 trifft, die Vilnius über Kaunas mit Klaipėda (Memel) an der Ostsee verbindet.
Die Länge der Straße beträgt rund 88 km.

## Geschichte
In der Zeit der Sowjetunion (im Zeitraum ~ 1980 – 1990) war die Straße als A230 gekennzeichnet. Um etwa 2002 wurde der Abschnitt zwischen Sitkūnai und Aristava umgebaut und neu eröffnet. Vor der Eröffnung des neuen Abschnitts verlief die A8 von Cinkiškiai über Kėdainiai nach Aristava. Nach der Eröffnung erhielt das ehemalige Straßenstück A8 die litauische Regionalstraßennummer .